# 小盘尾
小盘尾（学名：Dicrurus remifer）为卷尾科卷尾属的鸟类，俗名小网球卷尾。分布于尼泊尔、锡金、不丹、印度、孟加拉国、中南半岛、马来半岛、苏门答腊岛、爪哇岛以及中国大陆的云南、广西等地，常见于海拔约890-1010m 的山区热带阔叶雨林、活动于林间空旷草地、或山谷间开阔河流岸旁、潮湿的沼泽地带以及巢筑于密林岔枝上。该物种的模式产地在印度尼西亚爪哇岛。

## 亚种
- 小盘尾西南亚种（学名：Dicrurus remifer tectirostris）。分布于尼泊尔、锡金、不丹、印度、孟加拉国、缅甸、泰国、老挝、越南以及中国大陆的云南、广西等地。该物种的模式产地在尼泊尔。[3]